# Wieselburg-Land
Wieselburg-Land est une commune autrichienne du district de Scheibbs en Basse-Autriche.